# Galatasaray Spor Kulübü Basketbol 2015-2016
Questa voce raccoglie le informazioni riguardanti il Galatasaray Spor Kulübü Basketbol nelle competizioni ufficiali della stagione 2015-2016.

## Stagione
La stagione 2015-2016 del Galatasaray Spor Kulübü Basketbol è la 50ª nel massimo campionato turco di pallacanestro, la Basketbol Süper Ligi.
La società raccoglie il suo primo successo europeo, conquistando l'Eurocup davanti al pubblico di casa, dopo aver superato il SIG Strasburgo nella finale con formula andata e ritorno.
In Campionato si qualifica al terzo posto conquistando il diritto di disputare l'Eurolega la stagione successiva.

## Roster
Aggiornato al 18 agosto 2018.
| Galatasaray Odeabank Istanbul 2015-16 | Galatasaray Odeabank Istanbul 2015-16 |
| Giocatori                             | Staff tecnico                         |
| ------------------------------------- | ------------------------------------- |

| N. | Naz.                                            | Ruolo | Nome             | Anno | Alt.   | Peso   |  |
| -- | ----------------------------------------------- | ----- | ---------------- | ---- | ------ | ------ |  |
| 1  | Stati Uniti (bandiera) · Rep. Ceca (bandiera)   | AP    | Blake Schilb     | 1983 | 201 cm | 95 kg  |  |
| 2  | Turchia (bandiera)                              | AP    | Kutay Akpulat    | 1997 | 198 cm |        |  |
| 3  | Stati Uniti (bandiera)                          | P     | Errick McCollum  | 1988 | 188 cm | 83 kg  |  |
| 4  | Stati Uniti (bandiera)                          | C     | Bernard James    | 1985 | 208 cm | 109 kg |  |
| 5  | Serbia (bandiera)                               | AP    | Vladimir Micov   | 1985 | 201 cm | 98 kg  |  |
| 6  | Stati Uniti (bandiera)                          | AC    | Joey Dorsey      | 1983 | 206 cm | 125 kg |  |
| 8  | Turchia (bandiera)                              | P     | Şafak Edge       | 1992 | 188 cm | 82 kg  |  |
| 11 | Turchia (bandiera)                              | AG    | Ege Arar         | 1996 | 208 cm | 100 kg |  |
| 12 | Turchia (bandiera)                              | AG    | İzzet Türkyılmaz | 1990 | 212 cm | 95 kg  |  |
| 13 | Gabon (bandiera)                                | AC    | Stéphane Lasme   | 1982 | 203 cm | 98 kg  |  |
| 16 | Turchia (bandiera)                              | C     | Duşan Çantekin   | 1990 | 219 cm | 112 kg |  |
| 25 | Turchia (bandiera)                              | G     | Doğukan Şanlı    | 1995 | 193 cm | 86 kg  |  |
| 30 | Stati Uniti (bandiera)                          | AG    | Caleb Green      | 1985 | 203 cm | 104 kg |  |
| 32 | Turchia (bandiera)                              | GA    | Sinan Güler (C)  | 1983 | 192 cm | 96 kg  |  |
| 55 | Stati Uniti (bandiera)                          | PG    | Curtis Jerrells  | 1987 | 185 cm | 89 kg  |  |
| 61 | Turchia (bandiera)                              | G     | Göksenin Köksal  | 1991 | 196 cm | 93 kg  |  |
| 63 | Stati Uniti (bandiera) · Azerbaigian (bandiera) | AC    | Chuck Davis      | 1984 | 202 cm | 104 kg |  |

| Allenatore                                                            |
| - Ergin Ataman                                                        |
| Assistente/i                                                          |
| - Yakup Sekizkök Legenda - (C) Capitano - (IN) Inattivo - Infortunato |

## Mercato

### Sessione estiva
| Acquisti | Acquisti         | Acquisti          | Acquisti      | Acquisti |
| R.a      | Nome             | da                | Modalità      |          |
| -------- | ---------------- | ----------------- | ------------- | -------- |
| P        | Errick McCollum  | Zhejiang G. Bulls | definitivo    |          |
| G        | Doğukan Şanlı    | Sakarya           | definitivo    |          |
| AG       | İzzet Türkyılmaz | Građanski Šibenik | definitivo    |          |
| AC       | Joey Dorsey      | Houston Rockets   | definitivo    |          |
| AP       | Blake Schilb     | Paris-Levallois   | definitivo    |          |
| AG       | Stéphane Lasme   | Anadolu Efes      | definitivo    |          |
| G        | Göksenin Köksal  | Darüşşafaka       | fine prestito |          |
| P        | Şafak Edge       | Bandırma Banvit   | definitivo    |          |
| AG       | Caleb Green      | Málaga            | definitivo    |          |
| C        | Duşan Çantekin   | İstanbul B.B.     | definitivo    |          |
| C        | Sertaç Şanlı     | Uşak Sportif      | fine prestito |          |

| Cessioni | Cessioni            | Cessioni        | Cessioni       | Cessioni |
| R.       | Nome                | a               | Modalità       |          |
| -------- | ------------------- | --------------- | -------------- | -------- |
| G        | Ender Arslan        | Darüşşafaka     | fine contratto |          |
| P        | Kristijan Nikolov   | Yesilgiresun    | prestito       |          |
| PG       | Şuacan Pişkin       | İTÜ Istanbul    | fine contratto |          |
| AP       | Martynas Pocius     | Žalgiris Kaunas | fine contratto |          |
| GA       | Justin Carter       | Karşıyaka       | fine contratto |          |
| AG       | Kerem Gönlüm        | Karşıyaka       | fine contratto |          |
| C        | Zoran Erceg         |                 | ritirato       |          |
| C        | Patric Young        | Olympiakos      | fine contratto |          |
| AP       | Göktürk Gökalp Ural | Free agent      | fine contratto |          |
| C        | Sertaç Şanlı        | Trabzonspor     | fine contratto |          |

### Dopo l'inizio della stagione
| Acquisti | Acquisti        | Acquisti        | Acquisti        | Acquisti   |
| R.       | Nome            | da              | Data            | Modalità   |
| -------- | --------------- | --------------- | --------------- | ---------- |
| AC       | Chuck Davis     | Free agent      | 23 gennaio 2016 | definitivo |
| G        | Curtis Jerrells | UNICS Kazan'    | 25 gennaio 2016 | definitivo |
| C        | Bernard James   | Shanghai Sharks | 12 marzo 2016   | definitivo |

| Cessioni | Cessioni         | Cessioni   | Cessioni         | Cessioni    |
| R.       | Nome             | a          | Data             | Modalità    |
| -------- | ---------------- | ---------- | ---------------- | ----------- |
| AG       | İzzet Türkyılmaz | TED Ankara | 29 gennaio 2016  | prestito    |
| AC       | Joey Dorsey      | Barcellona | 19 febbraio 2016 | rescissione |
| G        | Curtis Jerrells  | Free agent | 2 maggio 2016    | rescissione |
| C        | Bernard James    | Free agent | 2 maggio 2016    | rescissione |